# Søltuvík

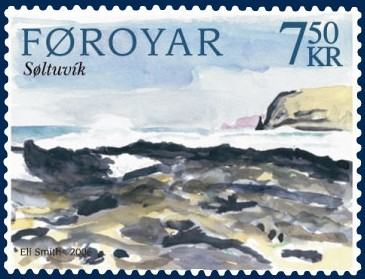
Auf dieser Briefmarke von 2006 sieht man die Brandung bei Søltuvík und im Hintergrund einen spitzen Felsen, der nach einem sehr großen Bergsturz im Jahre 1939 stehen blieb.

Søltuvík ist eine unbewohnte Bucht an der Westküste von Sandoy, Färöer.
Die Bucht liegt etwa 4–5 km westlich des Ortes Sandur (Umgebungskarte siehe dort). Um 1900 wurde hier ein Grundstück zwecks Urbarmachung umzäunt und dient noch heute der Landwirtschaft. Später baute man eine Straße von Sandur hierher. 
Der eigentlichen Bucht vorgelagert ist ein Schärenhof, so dass sich die Bucht nur in einem kleinen Boot bei sehr stillem Wetter anfahren lässt. 
Bei einem Sturm im November 1895 wurde ein britischer 3000-Tonnen-Dampfer auf den Schären zum Wrack geschlagen. Nur der Rostocker Seemann Heinrich Anders konnte sich vom sinkenden Schiff retten. Er wurde über Bord gespült und ergriff eine Ladeluke, an die er sich festklammerte. Er trieb dann mit dem Strom, bis er 14 Stunden später bei Kirkjubøur ans Land geborgen wurde. Die Ladeluke blieb erhalten und dient jetzt als Tischplatte in der Roykstova von Kirkjubøur.